# Leśnica (Równina Białogardzka)
Leśnica – wzgórze o wysokości 118,5 m n.p.m. na Równinie Białogardzkiej, położone w województwie zachodniopomorskim, w granicach administracyjnych Koszalina. Jest częścią pasma Góry Chełmskiej.
Ok. 0,6 km na południe od wzgórza przebiega droga wojewódzka nr 206 (ul. Zwycięstwa), za którą znajduje się Krzywogóra.
Teren Leśnicy został objęty obszarem chronionego krajobrazu "Koszaliński Pas Nadmorski".
Nazwę Leśnica wprowadzono urzędowo w 1949 roku, zastępując poprzednią niemiecką nazwę Brauns-Höhe.